# Wyspa Buckle’a
Wyspa Buckle’a – jedna z trzech głównych, niezamieszkanych wysp grupy Wysp Balleny’ego, leżących w okolicach wybrzeży Antarktydy, 110 km na północny wschód od przylądka Belousov Point. Powierzchnia wyspy to 123,6 km².
Wyspa została odkryta w 1839 roku przez Johna Balleny’ego, który nazwał ją na cześć J.W. Buckle’a, jednego ze sponsorów wyprawy. Jest pokryta lodem, ma podłużny kształt, około 21 km długości i 5 km szerokości. Najbardziej na północ wysuniętym punktem jest Cape Cornish. Przybrzeżne wysepki to: Sabrina, Scott Cone, Eliza Cone i Chinstrap oraz skała The Monolith. Cała grupa wysp jest zaliczana do Dependencji Rossa, uznawanej przez Nową Zelandię za część jej terytorium.
Wyspa jest pochodzenia wulkanicznego. Tworzący ją stratowulkan wznosi się na 1239 m n.p.m.; obecnie jest uśpiony, ale w XIX wieku dwukrotnie były obserwowane jego erupcje. Ostatnia miała miejsce w 1899 roku.